# Firas Katoussi
Firas Katoussi, född 6 september 1995, är en tunisisk taekwondoutövare. 

## Karriär
I maj 2019 tävlade Katoussi i 74 kg-klassen vid VM i Manchester, där han blev utslagen i sextondelsfinalen av franske Mehdi Jermami. I augusti 2019 tog Katoussi guld i 74 kg-klassen vid afrikanska spelen i Rabat efter att ha besegrat egyptiske Seif Eissa i finalen. I oktober 2019 tog han även guld i 74 kg-klassen vid militära världsspelen i Wuhan efter att ha besegrat sydkoreanske Park Sang-uk i finalen.
I juni 2021 tog Katoussi guld i 74 kg-klassen vid afrikanska mästerskapen i Dakar efter att ha besegrat egyptiske Abdelrahman Elsayed i finalen. I juli 2022 tog han brons i 80 kg-klassen vid medelhavsspelen i Oran. Samma månad tog Katoussi sitt andra guld i 74 kg-klassen vid afrikanska mästerskapen i Kigali efter att ha besegrat egyptiske Rami Eissa i finalen. I november 2022 tog han brons i 74 kg-klassen vid VM i Guadalajara. Under 2022 tog Katoussi även brons i 80 kg-klassen vid Grand Prix i Paris och Manchester.
I maj 2023 tävlade Katoussi i 74 kg-klassen vid VM i Baku, där han blev utslagen i sextondelsfinalen av ryske Kadyrbetj Daurov. Under året tog Katoussi även guld i 80 kg-klassen vid Grand Prix i Taiyuan.
I februari 2024 vid den afrikanska OS-kvalturneringen i Dakar kvalificerade Katoussi sig till olympiska sommarspelen 2024 i Paris. Följande månad tog han guld i 80 kg-klassen vid afrikanska spelen i Accra efter att ha besegrat egyptiske Seif Eissa i finalen. Vid OS 2024 i Paris tog Katoussi guld i 80 kg-klassen efter att ha besegrat iranske Mehran Barkhordari i finalen.